# Jirindih
Jirandeh o Jirindih (جیریندیه in persiano) è una città in Iran. Situata nella parte nord del paese, nella provincia di Gilan, è il centro amministrativo della circoscrizione di Amurlu, nello shahrestān di Rudbar.

## Etnia
La popolazione appartiene al gruppo Amarlu di Razza mediterranea.

## Società

### Lingue e dialetti
- Persiano
- Tata